# Helina malkini
Helina malkini este o specie de muște din genul Helina, familia Muscidae, descrisă de Zielke în anul 1974.
Este endemică în Angola. Conform Catalogue of Life specia Helina malkini nu are subspecii cunoscute.